# Paracanthonchus stekhoveni
Paracanthonchus stekhoveni is een rondwormensoort uit de familie van de Cyatholaimidae. De wetenschappelijke naam van de soort is voor het eerst geldig gepubliceerd in 1954 door Wieser.